# Écoust-Saint-Mein
Écoust-Saint-Mein – miejscowość i gmina we Francji, w regionie Hauts-de-France, w departamencie Pas-de-Calais.
Według danych na rok 1990 gminę zamieszkiwały 443 osoby, a gęstość zaludnienia wynosiła 53 osób/km² (wśród 1549 gmin regionu Nord-Pas-de-Calais Écoust-Saint-Mein plasuje się na 822. miejscu pod względem liczby ludności, natomiast pod względem powierzchni na miejscu 428.).